# Aron Hirsch
Aron Hirsch, auch Aaron (* 6. Februar 1858 in Halberstadt; † 22. Februar 1942 in Wiesbaden) war ein deutsch-jüdischer Buntmetall- und Hüttenindustrieller.

## Leben
Hirsch trat 1877 in das vom Großvater Aron Hirsch (1783–1842) gegründete Familienunternehmen, die Metallhandelsfirma Aron Hirsch & Sohn in Halberstadt, ein, deren Teilhaber er später wurde. 1898 übersiedelte er nach Berlin, um nach dem Tod seines Onkels Gustav Hirsch (1822–1898) die Leitung des Eberswalder Messingwerks zu übernehmen. 1906 trat er der Gesellschaft der Freunde bei. 1907 gliederte Aron Hirsch & Sohn seine industriellen Aktivitäten aus und brachte diese in das neugegründete Unternehmen Hirsch Kupfer- und Messingwerke AG (HKM), Berlin ein, das 1909 an die Börse ging. Aron Hirsch bestimmte als Vorstandsvorsitzender die Geschicke der HKM. Er wurde Mitglied des Vorstandes der Berliner Börse und war vielmaliges Aufsichtsratsmitglied, so auch bei der Deutschen Bank. Während des Ersten Weltkriegs profitierte der HKM-Konzern einerseits von den Rüstungsaufträgen, gleichzeitig wurde die ausländische Rohstoffbasis von den Kriegsgegnern enteignet. Schließlich ging 1929 ein Teil der Aktien an die britische Imperial Chemical Industries (ICI) und das Handelshaus Hirsch ging in dem Handelshaus H. Schoyer auf.
Hirsch war ein Philanthrop und engagierte sich in der Akademie für die Wissenschaft des Judentums und in der Berliner Jüdischen Gemeinde, deren Repräsentantenversammlung er mehrere Jahre angehörte. 1922 erhielt er die Ehrendoktorwürde der TH Darmstadt.
Gemeinsam mit seiner Frau Amalie, geb. Mainz (* 1865 in Frankfurt), genannt Mally, hatte er zwei Kinder: Siegmund Hirsch (1885–1981) und Dora (Dodo), verh. Schwartz (* 1893). Hirsch zog sich 1932 mit seiner Frau nach Wiesbaden zurück und wohnte dort zunächst standesgemäß im Nassauer Hof. Nach der Machtergreifung der Nationalsozialisten ab 1933 musste das Paar gezwungenermaßen mehrfach umziehen und lebte zuletzt zur Untermiete. Aron Hirsch starb am 22. Februar 1942 an Herzschwäche in Wiesbaden; seine Frau Amalie nahm sich am 27. August 1942 das Leben, kurz vor der ihr angekündigten Deportation in das Ghetto Theresienstadt.